# Эрвейрас
Эрвейрас (порт. Herveiras) — муниципалитет в Бразилии, входит в штат Риу-Гранди-ду-Сул. Составная часть мезорегиона Восточно-центральная часть штата Риу-Гранди-ду-Сул. Входит в экономико-статистический микрорегион Санта-Крус-ду-Сул. Население составляет 3015 человек на 2006 год. Занимает площадь 118,280 км². Плотность населения — 25,5 чел./км².

## История
Город основан 20 мая 1881 года.

## Статистика
- Валовой внутренний продукт на 2003 составляет 21 578 250,00 реалов (данные: Бразильский институт географии и статистики).
- Валовой внутренний продукт на душу населения на 2003 составляет 7219,22 реалов (данные: Бразильский институт географии и статистики).
- Индекс развития человеческого потенциала на 2000 составляет 0,760 (данные: Программа развития ООН).